# شرق كاليفورنيا
شرق ولاية كاليفورنيا هو مصطلح يشير إلى المنطقة الشرقية من ولاية كاليفورنيا ، الولايات المتحدة . يقع في الشرق من ولاية كاليفورنيا قمة سييرا نيفادا ومقاطعة مودوك ومقاطعة لاسين ومقاطعة بلوماس ومقاطعة سييرا ومقاطعة نيفادا وقاطعة بلاسير والدورادو مقاطعة ومقاطعة جبال الألب ومقاطعة مونو ومقاطعة إنيو ومقاطعة سان بيرناردينو ومقاطعة ريفرسايد ومقاطعة إمبيريال.